# Holocnemus tomentosus
Holocnemus tomentosus is een keversoort uit de familie bladsprietkevers (Scarabaeidae). De wetenschappelijke naam van de soort is voor het eerst geldig gepubliceerd in 1894 door Brenske.